# Dispraxia verbal do desenvolvimento
A dispraxia verbal do desenvolvimento (DVD), também conhecida como apraxia de fala na infância (AFI) e apraxia de fala infantil, é uma distúrbio da fala no qual um indivíduo tem problemas para pronunciar sons, sílabas e palavras. A condição não se deve a fraqueza muscular ou paralisia. Nela, o cérebro tem problemas para planejar o movimento das partes do corpo envolvidas na fala (por exemplo, lábios, mandíbula, língua). O indivíduo sabe o que quer dizer, mas seu cérebro tem dificuldade em coordenar os movimentos musculares necessários para pronunciar as palavras.
A causa exata do distúrbio geralmente é desconhecida. Vários estudos indicam a existência de um componente genético na dispraxia, já que é comum que pessoas com este diagnóstico tenham histórico familiar de distúrbios de comunicação. O gene FOXP2 é indicado como relevante em variados estudos e, quando esta é a causa, a condição é herdada de forma autossômica dominante, porém cerca de 75% desses casos são mutações de novo.
Não há cura para a DVD, mas com intervenção adequada e intensiva, as pessoas com esse transtorno motor da fala podem ter melhoras significas.

## Apresentação
"A apraxia da fala na infância (AFI) é um distúrbio neurológico de fala infantil (pediátrica) em que a precisão e a consistência dos movimentos subjacentes à fala são prejudicadas sem que existam déficits neuromusculares (por exemplo, reflexos anormais, tônus anormal). A AFI pode decorrer de comprometimento neurológico conhecido, em associação com distúrbios neurocomportamentais complexos de origem conhecida ou desconhecida, ou como um distúrbio neurogênico idiopático do som da fala e da prosódia." American Speech-Language-Hearing Association (ASHA) Comitê Ad Hoc sobre Apraxia de Fala em Crianças (2007)
Existem três características significativas que diferenciam a DVD/AFI de outros distúrbios da fala na infância, que são:
- "Erros inconsistentes em consoantes e vogais ao repetir sílabas e palavras;
- Transições coarticulatórias alongadas entre sons e sílabas;
- Prosódia inadequada, especialmente na realização de acento lexical ou frasal"[7]

Embora a DVD/AFI seja um distúrbio de desenvolvimento, ele não desaparece instantaneamente quando a criança cresce. Crianças com esse distúrbio não seguem padrões típicos de aquisição da linguagem e precisam de acompanhamento para progredir.

## Causas
A DVD/AFI é um distúrbio motor, o que significa que o problema está localizado no cérebro e em seus sinais, e não na boca. Na maioria dos casos, a causa é desconhecida. Dentre as possíveis causas figuram síndromes e distúrbios genéticos.
Pesquisas recentes têm se direcionado ao papel do gene FOXP2 tanto no desenvolvimento da espécie quanto no desenvolvimento do indivíduo. Em uma pesquisa sobre uma família inglesa, a família KE, em que metade dos membros da família, ao longo de três gerações, exibiu dispraxia verbal de desenvolvimento hereditária, descobriu-se que seus membros tinham cópia defeituosa do gene FOXP2. Estudos posteriores sugerem que o gene FOXP2, bem como outras questões genéticas, poderiam explicar a DVD/AFI, incluindo a síndrome de microdeleção 16p11.2. 
Novas pesquisas indicam que o canal de sódio SCN3A desempenha um papel no desenvolvimento das áreas perisilvianas, responsáveis pelos principais circuitos de linguagem - as áreas de Broca e de Wernicke. Pacientes com mutações no SCN3A apresentavam distúrbios da fala motora oral.
Lesões pré-natais e de nascimento, bem como acidentes vasculares cerebrais, também podem causar DVD/AFI. O distúrbio também pode ocorrer como característica secundária de uma variedade de outras condições médicas, dentre as quais transtornos do espectro autista, algumas formas de epilepsia, síndrome do X frágil, galactosemia e translocações cromossômicas que envolvam duplicações ou deleções.

## Diagnóstico
A dispraxia verbal do desenvolvimento pode ser diagnosticada por um fonoaudiólogo pela aplicação de exames específicos que medem os mecanismos orais da fala. O exame dos mecanismos orais envolve designar à criança tarefas como franzir os lábios, soprar, lamber os lábios e elevar a língua, além de um exame clínico da boca. O exame completo também passa por observar o paciente comendo e falando. Testes como o teste Kaufman de praxia da fala, um exame mais formal, também são usados no diagnóstico. O diagnóstico diferencial de DVD/AFI muitas vezes não é possível para crianças com menos de dois anos de idade. Mesmo quando as crianças têm entre 2 e 3 anos, nem sempre é possível estabelecer um diagnóstico preciso, porque nessa idade elas ainda podem ser incapazes de se concentrar ou cooperar com os testes necessários.

## Tratamento
Não há cura para DVD/AFI, mas com intervenção adequada e intensiva, as pessoas com o distúrbio costumam apresentar melhorias significativas.
O DVD/AFI pode se beneficiar de diferentes tipos de terapia, que variam de acordo com as necessidades individuais do paciente. Normalmente, o tratamento envolve terapia individual com um fonoaudiólogo. Em crianças com DVD/AFI, a consistência é um elemento chave no tratamento. A consistência na forma de comunicação, bem como o desenvolvimento e o uso da comunicação oral são extremamente importantes para auxiliar no processo de aprendizagem da fala da criança. 
Como o corpo de conhecimento sobre o tema ainda está em formação, algumas abordagens de terapia ainda não são amplamente estudadas; no entanto, os aspectos do tratamento que encontram algum consenso são os seguintes:
- O tratamento precisa ser intenso e individualizado, com entre 3 e 5 sessões de terapia por semana;
- Sessões de até 30 minutos são mais eficazes para crianças pequenas, que têm curtos períodos de atenção;
- Os princípios da teoria da aprendizagem motora e a prática fonoaudiológica intensa parecem gerar melhores resultados;
- A terapia motora oral sem fala não é necessária ou suficiente, já que a origem do problema é neurológica;
- Uma abordagem multissensorial pode ser benéfica:[26] usar linguagem de sinais, imagens, pistas táteis, prompts visuais e comunicação suplementar e/ou alternativa (CSA) pode ser útil.[7]

Embora esses aspectos do tratamento sejam apoiados por ampla documentação clínica, eles carecem de evidências baseadas em pesquisas sistemáticas. Na declaração de posição da ASHA sobre DVD/AFI, a ASHA afirma que há intensa carência de pesquisas colaborativas, interdisciplinares e programáticas sobre os substratos neurais, os correlatos comportamentais e as opções de tratamento para DVD/AFI.

### Estimulação integral
Uma técnica frequentemente usada para tratar DVD/AFI é a estimulação integral. A estimulação integral se baseia na aprendizagem motora cognitiva, com foco no planejamento motor cognitivo necessário para a complexa tarefa motora da fala. A abordagem também é chamada de "observe-me, ouça, faça como eu" e se baseia em uma hierarquia de várias etapas de estratégias de tratamento. Essa hierarquia de estratégias permite ao clínico alterar o tratamento dependendo das necessidades da criança. Utiliza diversas modalidades de apresentação, enfatizando os modos auditivo e visual. Os especialistas sugerem que a prática e a experiência extensas com o novo material são fundamentais, de modo que centenas de estímulos-alvo devem ser obtidos em uma única sessão. Além disso, o tratamento distribuído (mais curto, mas mais frequente) e aleatório, que mistura enunciados-alvo e não-alvo, pode produzir maior aprendizado geral.
Os seis passos da hierarquia sobre os quais a terapia de estimulação integral para crianças é vagamente organizada são:
- “A criança observa e escuta e produz, simultaneamente, o estímulo com o clínico.
- O clínico dá o modelo, e a criança repete o estímulo enquanto o clínico o pronuncia simultaneamente.
- O clínico dá o modelo e cria deixas para que a criança repita.
- O clínico dá o modelo e a criança repete sem a necessidade de deixas.
- O clínico evoca a expressão sem fornecer o modelo, por exemplo, fazendo uma pergunta, com a criança respondendo espontaneamente.
- A criança produz estímulos em situações menos direcionadas com encorajamento clínico, como em dramatizações ou jogos”.[27]

### Abordagem fonológica integrada
Outra estratégia de tratamento que apresenta efeitos positivos é a abordagem fonológica integrada. Essa abordagem "incorpora a prática de produção de fala direcionada às atividades de consciência fonológica e usa letras e deixas fonológicas para estimular a produção de fala". McNeill, Gillon e Dodd estudaram 12 crianças de 4 a 7 anos com DVD/AFI que foram tratadas com essa abordagem duas vezes por semana durante dois blocos de seis semanas (separados por uma pausa de seis semanas). Eles encontraram efeitos positivos para a maioria das crianças nas áreas de produção de fala, consciência fonológica, decodificação de palavras, conhecimento de letras e ortografia. Esses resultados indicam que é clinicamente produtivo direcionar a produção da fala, a consciência fonológica, o conhecimento das letras, a ortografia e a leitura de uma só vez. Isso é particularmente importante, pois as crianças com DVD/AFI geralmente apresentam problemas contínuos de leitura e ortografia, mesmo que sua produção de fala melhore.